# The Miracles
The Miracles — американская ритм-энд-блюзовая группа, ставшая первым успехом для фирмы звукозаписи Берри Горди Motown Records. Вокальная чернокожая группа из Детройта образовалась в 1955 году при участии певца Смоки Робинсона.
Известная как «soul supergroup» фирмы Motown, они записали более 50 хитов, включая 26 Billboard Top 40 синглов, 16 из которых достигли top 20, семь вошли в десятку лучших и два были № 1 (в 1970 — «The Tears of a Clown», в период, когда с группой был Смоки Робинсон и в 1976 — «Love Machine» с другим солистом Billy Griffin). В 2004 году они были названы журналом Rolling Stone под № 32 в его 100 Greatest Artists of All Time, сохранив ту же позицию и спустя 7 лет (в 2011 году). Группа была включена в Зал Славы Грэмми Grammy Hall of Fame и получила звезду на голливудской «Аллее славы» в 2009 году. В 2008 журнал Billboard назвал их под № 61 в своём списке 100 наиболее успешных исполнителей всех времён.
The Miracles были включены в Зал славы вокальных групп в 2001 году и в Зал славы рок-н-ролла в 2012 году.

## История
Группа, получившая позднее имя The Miracles, была сформирована в 1955 году пятью друзьями-подростками из Детройта (Мичиган, США), первоначально под названием The Five Chimes. Трое из членов-основателей, Смоки Робинсон, Pete Moore и Ronald White, пели вместе с возраста 11 лет. Большое влияние на них оказали такие группы и исполнители, как Billy Ward and His Dominoes и Nolan Strong & The Diablos (при участии Clarence Dawson и James Grice в оригинальном составе). Все первоначальные члены учились в школе Northern High School в Детройте. После ухода Dawson и Grice, их сменили Emerson «Sonny» Rogers и его кузен Bobby, а группа сменила имя на The Matadors. Интересно, что оба, и Смоки Робинсон и Bobby Rogers, родились в одной и той же больнице, в один месяц и год, больше не встречались до возраста 15 лет. В 1957 году, Sonny Rogers ушёл служить в армию США и его сестра Claudette Rogers, певшая в группе The Matadorettes, ненадолго присоединилась к ним. Спустя 2 года, Смоки и Claudette поженились (в ноябре 1959).
The Miracles получили множество различных наград музыкальной индустрии. В 1997 году они были награждены Pioneer Award от Rhythm and Blues Foundation за свои музыкальные достижения. Четыре года спустя (2001) они были введены в Зал Славы вокальных групп (Vocal Group Hall of Fame).
После нескольких попыток группа Miracles в 2012 году была введена в Зал Славы рок-н-ролла (Rock and Roll Hall of Fame).

## Признание
- Зал славы рок-н-ролла (2012, Rock and Roll Hall of Fame)[8][13]
- Звезда на голливудской «Аллее славы» (2009, Hollywood Walk Of Fame)[5][14]
- Зал славы вокальных групп (2001, Vocal Group Hall of Fame)[7]
- Зал славы Грэмми (2009, Grammy Hall of Fame)[15]
- Зал славы ду-вуп (2011, Doo-Wop Hall of Fame)
- Зал славы «Мичиганские легенды рок-н-ролла» (Michigan Rock and Roll Legends Hall of Fame)[16]

## Состав группы
Бывшие члены группы
- Ronald «Ronnie» White (1955—1978, 1980—1983, 1993—1995; died 1995)
- Warren «Pete» Moore (1955—1978)
- Смоки Робинсон (William «Smokey» Robinson, Jr.) (1955—1972)
- Clarence Dawson (1955—1956)
- James Grice (1955—1956)
- Emerson «Sonny» Rogers (1956—1957)
- Robert «Bobby» Rogers (1956—1978, 1980—1983, 1993—2011; died 2013)
- Claudette Rogers (1957—1972)
- Marvin «Marv» Tarplin (1959—1973; died 2011)
- William «Billy» Griffin (1972—1978, late 1990s)
- Donald Griffin (1977—1978)
- David «Dave» Finley (1980—1983, 1993—2011)
- Carl Cotton (1980—1983; died 2003)
- Sidney Justin (1993—2005)
- Tee Turner (2001—2011)
- Mark Scott (2005—2011)

Первоначальный состав The Five Chimes в 1955 г
- Смоки Робинсон, Ronnie White, Pete Moore, Clarence Dawson, James Grice.

Первоначальный состав The Matadors в 1955—1956 гг
- Смоки Робинсон, Ronnie White, Pete Moore, Bobby Rogers, Emerson «Sonny» Rogers (кузен Бобби и брат Claudette), сменившие Dawson и Grice.

Первоначальный состав The Matadors в 1956—1958 гг
- Смоки Робинсон, Ronnie White, Pete Moore, Bobby Rogers, Claudette Rogers (сменившая своего брата Emerson «Sonny» Rogers, ушедшего в армию).

Первоначальный «классический» состав The Miracles в 1958—1966 гг
- Смоки Робинсон, Ronnie White, Pete Moore, Bobby Rogers, Claudette Robinson (Claudette и Smokey поженились в 1959), Marv Tarplin (гитары).

Состав Smokey Robinson & The Miracles в 1966—1972 гг
- Смоки Робинсон, Ronnie White, Pete Moore, Bobby Rogers, Marv Tarplin, Claudette Robinson (оставалась в качестве бэк-вокалистки).

## Дискография

### Синглы (Top 20, US, UK)
- 1960: «Shop Around» (US: #2)
- 1962: «You've Really Got a Hold on Me» (US #8)
- 1963: «Mickey’s Monkey» (US #8)
- 1965: «Ooo Baby Baby» (US: #16)
- 1965: «The Tracks of My Tears» (US #16, UK #9)
- 1965: «My Girl Has Gone» (US #14)
- 1965: «Going to a Go-Go» (US #11)
- 1966: «(Come 'Round Here) I'm The One You Need» (US #17, UK #13)
- 1967: «The Love I Saw in You Was Just a Mirage» (US #20)
- 1967: «I Second That Emotion» (US #4)
- 1968: «If You Can Want» (US: #11)
- 1969: «Baby, Baby Don't Cry» (US #8)
- 1970: «The Tears of a Clown» (US #1, UK: #1)[2]
- 1971: «I Don't Blame You At All» (US #18, UK #11)
- 1974: «Do It Baby» (US #13)
- 1976: «Love Machine — Pt. I»(US #1, UK #3)

### Альбомы (Top 40)
- 1965: Greatest Hits from the Beginning (US #21)
- 1965: Going to a Go-Go (US #8)
- 1967: Make It Happen (US #28)
- 1968: Greatest Hits, Vol. 2 (US #7)
- 1969: Time Out For Smokey Robinson & the Miracles (US #25)
- 1975: City of Angels (US #33)